# ローラ・ベナンティ
ローラ・ベナンティ（Laura Benanti
英語版, 1979年7月15日- ）はアメリカ合衆国の女優・歌手である。ブロードウェイのミュージカル女優として有名。
主な出演作に『サウンド・オブ・ミュージック』、『スウィング!』、『イントゥ・ザ・ウッズ』、『ナイン』、『ウェディング・シンガー』があり、2008年に『ジプシー』のルイーズ役で第62回トニー賞のミュージカル部門で助演女優賞を受賞した。

## 略歴
父親はトニー賞の候補経験もある舞台俳優のマーティン・ヴィドノヴィク、母親はヴィノドノヴィクがトニー賞候補を得た舞台に歌手として出演していたリンダ・ウォンネベルガー（本姓はベナンティ）。彼女の幼少期に両親は離婚し、母親側に引き取られた。その後、母親のリンダは心理学者の男性と再婚した（ベナンティは義父の名字となる）。リンダは彼女のヴォイス・トレーナーでもある。高校時代には『ハロー・ドリー!』で主人公のドリーを演じた。
1998年の再演版『サウンド・オブ・ミュージック』でブロードウェイ・デビュー。尼僧役や主人公マリア役のレベッカ・ルーカーの代役を務めた。この時18歳であり、彼女はニューヨーク大学の学生でもあった。
1999年には、『スウィング!』でトニー賞のミュージカル部門助演女優賞で初の候補を受け、2002年にも『イントゥ・ザ・ウッズ』のシンデレラ役で同賞同部門の候補となった。
その後は話題作に立て続けに出演、2003年には豪華出演陣との共演で『ナイン』の再演にクラウディア役に出演、2006年の『ウェディング・シンガー』にはヒロインのジュリア役で出演した。8月からは医学上の理由で休養していたが10月に復帰し、12月31日の閉幕まで出演した。
2007年、7月9日から7月29日までの3週間限定公演として上演された『ジプシー』にルイーズ役として出演。その後、2008年3月からほぼそのままの形で上演されているプロダクションに、現在も出演中である。この作品での演技は大絶賛され、3度目のトニー賞ミュージカル部門助演女優賞候補にして初の受賞を果たした。何度もブロードウェイで上演されている『ジプシー』で、ルイーズ役でトニー賞に輝いたのは彼女が初めてであった。また、共演のパティ・ルポンとボイド・ゲインズもそれぞれ受賞している。
映画の出演作は、『ナイン』で共演したアントニオ・バンデラスの主演作『レッスン!』（Take the Lead、2006年）がある。2005年にはFX局のテレビシリーズ『Starved』にレギュラー出演したが、番組は短命に終わっている。2008年から放送されているABC局の『弁護士イーライのふしぎな日常』には4話分ゲスト出演している。
実生活ではロック・バンドのスピン・ドクターズのボーカルのクリス・バロンと結婚したが後に離婚。現在は俳優のスティーヴン・パスクアーレと結婚している。